# Red Lorry Yellow Lorry
Red Lorry Yellow Lorry — британская рок-группа, образовавшаяся в 1981 году в Лидсе, Йоркшир, Англия, исполнявшая постпанк с элементами готического рока и имевшая значительный успех на независимой сцене середины 1980-х годов. Red Lorry Yellow Lorry, поначалу приписанные критиками к числу последователей Joy Division, постепенно, обогащая стиль новыми элементами (психоделия, индастриал, рэйв, спагетти-вестерн), выработали собственный, узнаваемый стиль и стали авторитетной силой в британском альтернативном роке и (согласно Allmusic) «одной из самый тонких и оригинальный британских групп готического рока».

## История
Red Lorry Yellow Lorry (словосочетание — английская «языколомка», аналог русской: «Карл у Клары…») образовались в 1981 году в Лидсе после того, как гитарист и автор Крис Рид (англ. Chris Reed, до этого игравший в Radio Id) и вокалист Марк Суини (англ. Mark Sweeney, экс-Knife Edge) пригласили в свой новый состав бас-гитариста Стива Смита (англ. Steve Smith) и барабанщика Мика Брауна (англ. Mick Brown). Год спустя Суини ушёл, Рид взял на себя роль вокалиста, а вторым гитаристом в группе стал Мартин Фэйган (англ. Martin Fagan). Постепенно у группы оформился стиль: «холодный», тягучий постпанк, выстроенный на гитарном сладже и несложных, но внушительных и пугающих ритмических структурах. Пресса поспешила приписать Red Lorry Yellow Lorry к лагерю goth-рока, хотя сами музыканты говорили, что всегда вдохновлялись примером Killing Joke и Wire.

…Как и The Cult, Sisters of Mercy, The Mission, они были привержены чёрному цвету и зубодробительному гитарному звуку, но благодаря пролетарской прямолинейности и отсутствию в лирике причудливой образности сумели остаться замечательным антиподом всему «готскому». — Ада Уилсон, MyWire, 1999 год
В 1982 году менеджер группы Дэйв Холл принес кассету с демозаписями в Red Rhino Records, и глава лейбла, Тони Кей, поразившись высокому качеству материала, немедленно подписал с группой контракт и выпустил «Beating My Head» (непосредственно с демо-плёнки, без студийной обработки) дебютным синглом, который вошёл в инди-чарты NME.
Вскоре Смита заменил басист Пол Саверн (англ. Paul Southern), а Фэйгана — Дэйв «Вулфи» Вулфенден (англ. Dave «Wolfie» Wolfenden), который тут же стал активно сотрудничать с Ридом на авторском поприще. Большую поддержку группе в этот момент оказал Джон Пил: он дважды (в марте и ноябре 1983 года) приглашал квартет к себе в студию. Синглы «Take It All», «He’s Read» (оба — 1983 год) и «Monkeys on Juice» (#3 UK Indie Charts, 1984) подтвердили реноме «грузовиков» на британской независимой сцене. Indie-хитами стали — как дебютный альбом Talk About the Weather (1985, #3, UK Indie Charts), так и синглы: «Hollow Eyes», «Chance» и «Spinning Round» (два последних не входили в альбомы).
В 1986 RLYL сменили ритм-секцию (в состав вошли басист Леон Филлипс и барабанщик Крис Олдройд: Браун перешел в The Mission UK) и выпустили второй альбом Paint Your Wagon (#3, NME IC), в котором неожиданно для многих использовали мотивы и образность американского «дикого Запада». По уже отработанной традиции за альбомным треком «Walking on Your Hands» в инди-чарты был запущен неальбомный трек «Cut Down», после чего группа на некоторое время узаконила утвердившееся за нею в народе «уменьшительное» прозвище, The Lorries: под этим названием вышел сингл «Crawling Mantra».
В 1988 году RLYL подписали «мажорный» контракт с Beggars Banquet/RCA) и здесь выпустила альбомы Nothing Wrong (1988, с синглом «Only Dreaming (Wide Awake)») и Blow (1989), где попыталась ввести в свою музыку элементы rave-культуры. К этому времени на ударных уже играл Марк Чиллингтон (позже его заменил Джордж Шульц), а место бас-гитариста занял Гэри Вэйт. Расставшись с Beggars Banquet, свой пятый альбом Blasting Off (1991) группа выпустила на малом лейбле Sparkhead Records. В США он вышел лишь три года спустя на Relapse), но к этому времени группа, разочаровавшись в состоянии дел на музыкальной сцене, распалась.
В 2003 году Рид под вывеской Red Lorry Yellow Lorry выложил в Интернет четыре новых композиции для скачивания. В 2004—2005 году реформированная группа много гастролировала по Британии, но студийного материала не выпустила. Вышел лишь (записанный в Бельгии) Thunder in the Black Cave DVD (2005). В 2006 году он — уже как Chris Reed Unit — выпустил акустический альбом Minimal Animal.

## Дискография

### Альбомы
- Talk About the Weather (1985)
- Paint Your Wagon (1986)
- Smashed Hits (1987)
- Nothing Wrong (1988)
- Blow (1989)
- Blasting Off (1991)
- The Singles 1982—1987 (1994)
- Generation (1994, сборник)
- The Very Best Of (2000, сборник)
- Nothing Wrong/Blow (2001, перевыпуск)

### Синглы
- Beating My Head 1982
- Take It All 1983
- He’s Read 1983
- This Today (EP 1983)
- Monkey’s On Juice 1983
- Hollow Eyes 1984
- Chance 1985
- Spinning Round 1985
- Walking On Your Hands 1986
- Cut Down 1986
- Paint Your Wagon 1986
- Crawling Mantra (EP, 1987, The Lorries)
- Nothing Wrong 1988
- Open Up 1988
- Only Dreaming (Wide Awake) 1988
- Temptation 1989
- Talking Back 1991